# David Schulner
David Schulner est un écrivain, showrunner et producteur de télévision américain ; il est surtout connu pour avoir créé la série télévisée New Amsterdam.

## Biographie
Schulner commence sa carrière à la fin des années 1990 en travaillant sur Once and Again. Il écrit ensuite pour différentes séries télévisées. En 2015, il remplace Josh Friedman en tant que showrunner d'Emerald City, une série librement inspirée du Magicien d'Oz pour Universal Television. Puis il adapte les mémoires du Dr. Eric Manheimer, ancien directeur médical de l'hôpital Bellevue à New York ; le livre, intitulé Twelve Patients : Life and Death at Bellevue Hospital deviendra la série New Amsterdam qui a été créée le 25 septembre 2018 sur NBC et s'est terminée le 17 janvier 2023, avec 89 épisodes répartis sur cinq saisons.
Sa société de production, Mount Moriah, a signé un accord global avec Universal Television.

## Filmographie télévisée

### Producteur
- What About Brian (2006)
- Desperate Housewives (2004)

### Écrivain
- New Amsterdam (2018-2023)
- Reverie (2018)
- Do No Harm (2013)
- The Event (2010-2011)
- Kings (2009)
- The Oaks (2008)
- Tell Me You Love Me (2007)
- Desperate Housewives (2005)
- Miss Match (2003-2004)
- Everwood (2003)
- MDs (2002)
- Once and Again (1999)

### Showrunner
- Emerald City (2017)
- New Amsterdam (2018-2023)